# Kabulistan

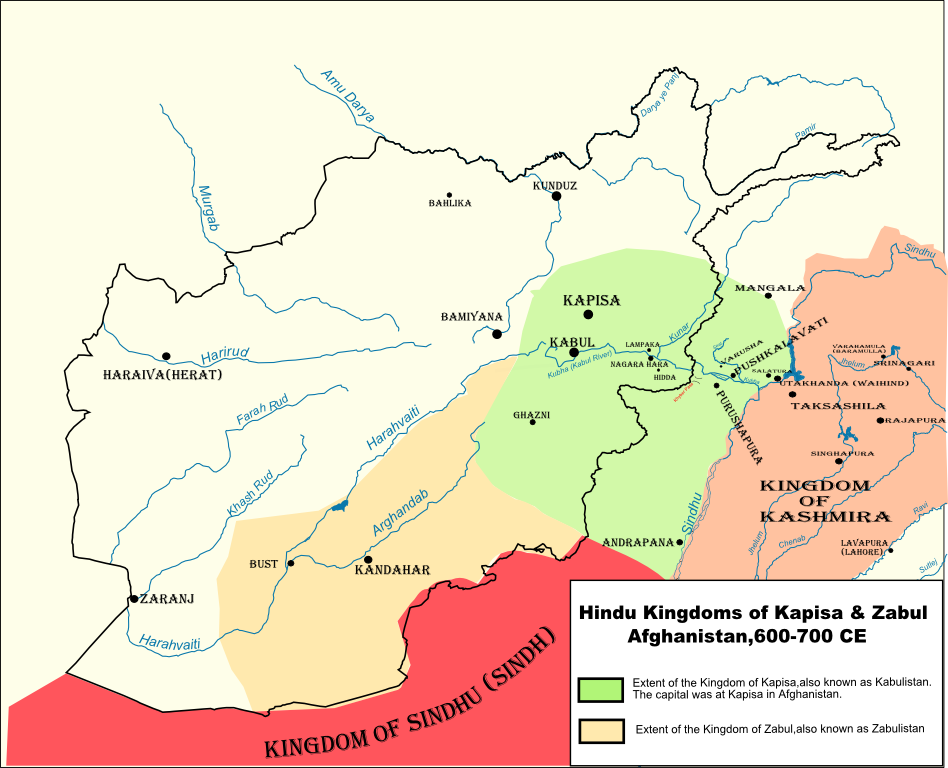
Karte der Ausdehnung Kabulistans und Zabulistans in der ausgehenden Spätantike.

Unter Kabulistan (persisch کابلستان) versteht man historisch das Gebiet der Provinz Kabul, die im Laufe der Geschichte von verschiedenen Dynastien regiert wurden. Die Geschichte dieser Region ist eng verflochten mit der der benachbarten Region Zabulistan.
Von der Zeit des Achämenidenreichs bis zum Fall des Sassanidenreichs in der ausgehenden Spätantike, lag die Region am Schnittpunkt der sesshaften iranischen Reichswelt und den verschiedenen Gruppen von (halb)nomadischen Reitervölkern aus dem Steppenraum Zentralasiens. Iranische Hunnen und nachfolgend die Turk-Schahi und Hindu-Shahi kontrollierten den Raum Kabulistan von ca. 350 bis ins frühe 11. Jahrhundert, bevor er von den Arabern erobert und anschließend islamisiert wurde. In der Folgezeit übten die diversen persischen und afghanischen (Regional-)Dynastien die Herrschaft aus.
Der in der Nähe von Maschhad geborene und am Hofe von Mahmud von Ghazni wirkende Abū l-Qāsem-e Ferdousī verwendete sehr häufig die obigen Begriffe in seinem persischen Schāhnāme (Königsbuch). Rodaba bzw. Rudabeh Kabuli aus Kabul, ist laut der iranischen Mythologie die Prinzessin von Kabul und die Mutter von Rostam, Prinz von Zabulistan. In der Geschichte ist sie als „Rostamina“ (die Frau, die Rostam gebar) eingegangen.
Von 1858 bis ca. 1911 gab es tatsächlich einen Staat namens „Kabulistan“. Seine Flagge war ähnlich wie die heutige französische Flagge. Heute wird von dem Begriff „Kabulistan“ hin und wieder ironisch Gebrauch gemacht, um die mehr oder weniger auf die Hauptstadt (wenn überhaupt) begrenzte Autorität der Zentralregierung zu charakterisieren.